# Lycosa palliata
Lycosa palliata är en spindelart som beskrevs av Roewer 1960. Lycosa palliata ingår i släktet Lycosa och familjen vargspindlar. Inga underarter finns listade i Catalogue of Life.